# Remparts de Honfleur
Les remparts de Honfleur sont un ensemble fortifié datant de la période médiévale, correspondant à l'enceinte urbaine qui avaient pour but de protéger la ville, et dont les vestiges se dressent sur la commune française de Honfleur dans le département du Calvados, en région Normandie. 

## Localisation
Les remparts sont situés dans le centre ancien de Honfleur, dans le département français du Calvados.

## Historique
Le noyau de la ville est dès le XIIIe siècle entouré de murailles, protégeant dans cet espace restreint les paroisses Saint-Étienne et Notre-Dame. La place est fortifiée, au milieu du XIVe siècle, sous Charles V, pour entourer la ville et le havre d'échouage, et afin de protéger l'estuaire de la Seine.
C'est en 1664 que débuta la destruction des murailles, et Colbert en 1681 en fait raser la majeure partie avec notamment la construction du Vieux bassin, résultant de la réunion du Havre-Dedans et du Fossé, entraînant la destruction de la partie occidentale des remparts.

## Description
La portion de courtine, classée aux monuments historiques, limitant la cour d'entrée du Musée du Vieux Honfleur, avec La Lieutenance, est l'un des derniers vestiges des fortifications urbaine.

## Protection
Le rempart de ville, limitant la cour d'entrée du musée du Vieux Honfleur est classé au titre des monuments historiques par arrêté du 28 septembre 1932.